# Karl von Saucken

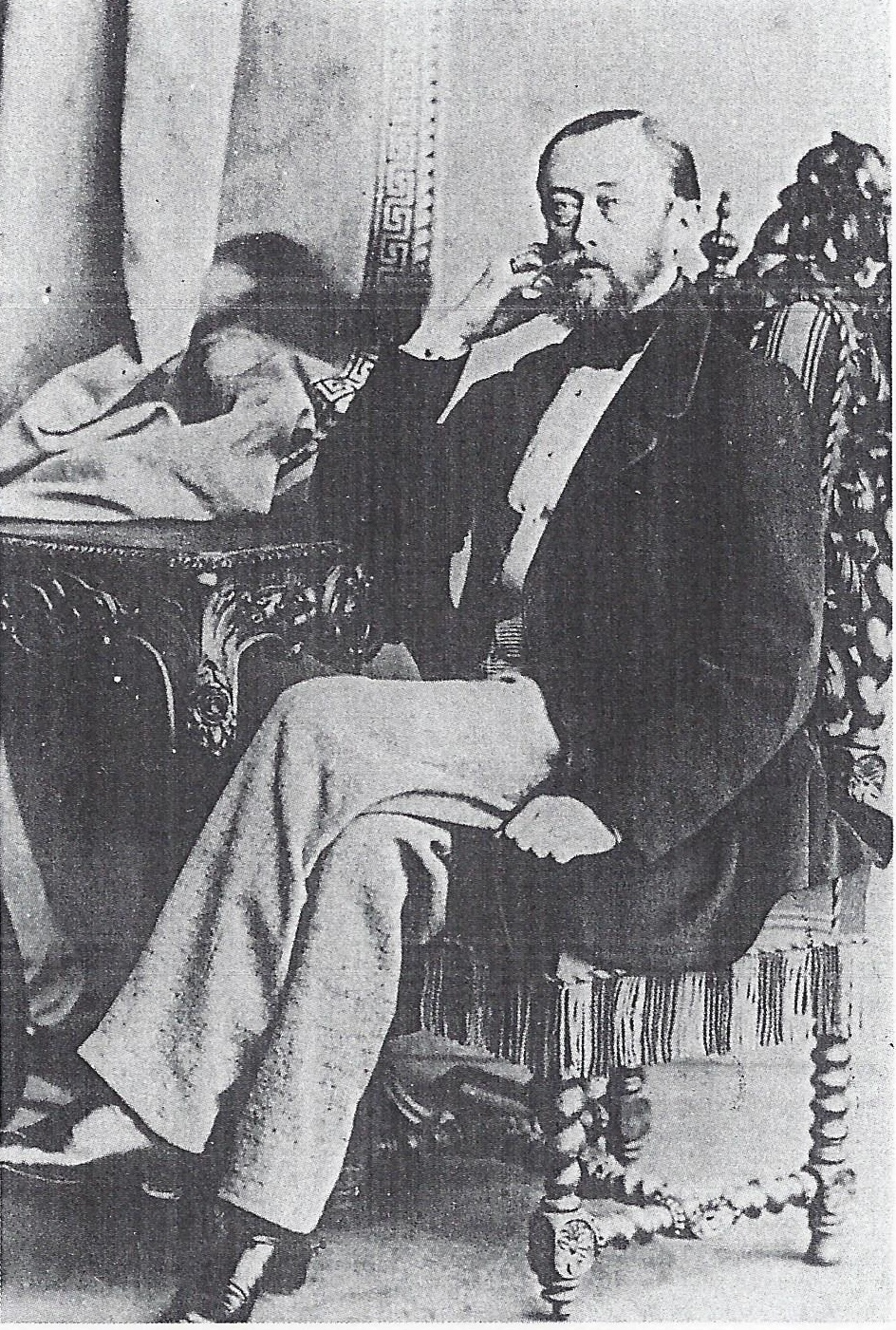
Karl von Saucken

Karl Ernst von Saucken-Georgenfelde (* 14. November 1822 in Tarputschen, Kreis Darkehmen; † 15. September 1871 in Georgenfelde, Kreis Gerdauen) war ein deutscher Rittergutsbesitzer in Ostpreußen. Er saß im Reichstag des Norddeutschen Bundes.

## Leben
Karl von Saucken war Besitzer des Ritterguts Georgenfelde in Ostpreußen. Er studierte an der Ruprecht-Karls-Universität Heidelberg und der Albertus-Universität Königsberg Rechtswissenschaft und Kameralwissenschaft. 1843 wurde er in der Königsberger Corpslandsmannschaft Normannia aktiv. Als Inaktiver wechselte er an die Friedrich-Wilhelms-Universität zu Berlin. Anschließend bewirtschaftete er sein Gut. Ab 1855 war er Deputierter des Kreises Gerdauen. Von 1861 bis 1870 war Karl von Saucken Mitglied des Preußischen Abgeordnetenhauses. Für den Wahlkreis Bromberg 3 (Bromberg) war er von August 1867 bis zur Reichstagswahl 1871 Mitglied des Reichstags des Norddeutschen Bundes. Damit war er auch Mitglied des Zollparlaments. Er gehörte der Deutschen Fortschrittspartei an.

## Literatur

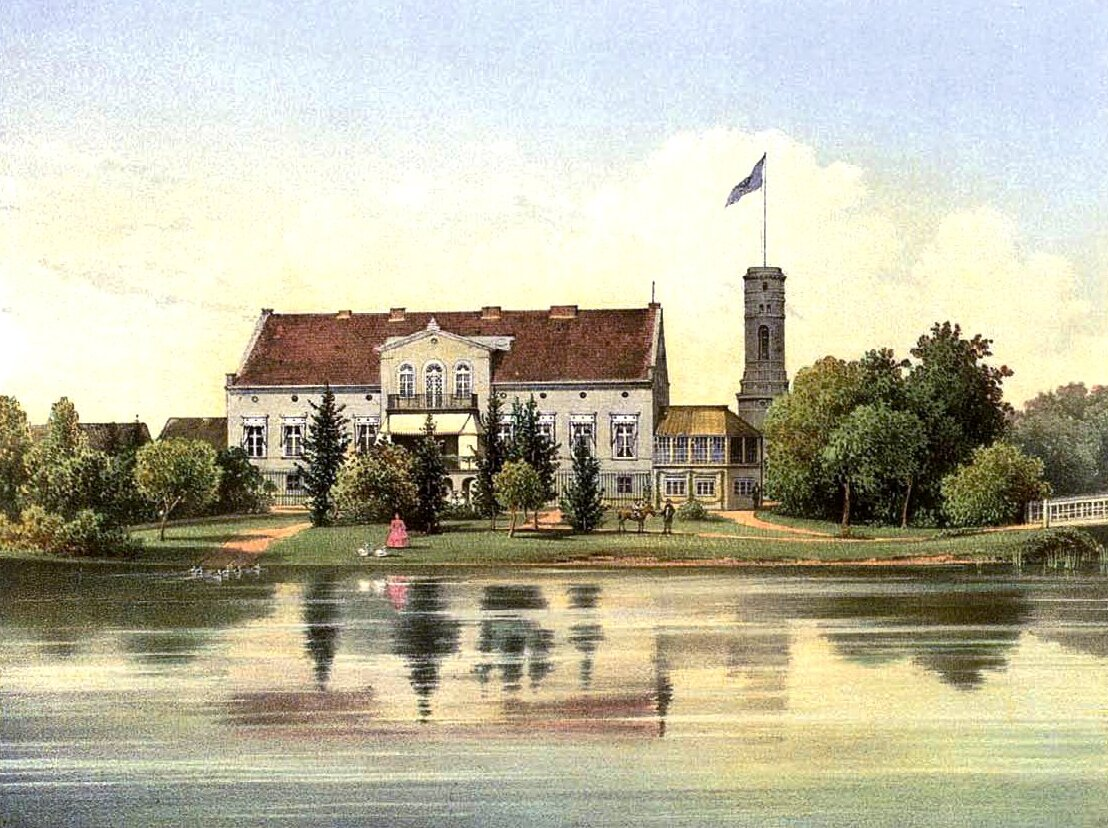
Rittergut Georgenfelde um 1860/61